# あみゅどる
あみゅどる（Amuse Dolce）は、日本の女性Vtuber6名によるアイドルユニット。2024年3月18日デビュー。

## 概要
2024年3月18日にあみゅどるとしてデビュー。正式名称は「Amuse Dolce」。メンバーは、倉持京子、みさとらん、餅々さくら、はてな、猫月みお、比良坂芽衣の6人。
メンバーは6人中5人が個人勢で、1人が企業勢であるが、グループ自体は特定の企業に所属していない。普段の活動の企画・運営は、メンバー自身で行っている。
あみゅどるを結成したきっかけは、メンバーのみさとらんが「一人ではなくみんなでやるアイドルに憧れがある」という話を倉持京子としている時に、倉持京子が「やろうよ！」と言ったこと。そこから2人がAmong Usを中心によくコラボ配信を行っていた猫月みお、はてな、比良坂芽衣と、倉持京子が当時所属していた事務所の後輩である餅々さくらに声をかけて現在のメンバーになった。メンバーはいずれも新人ではなく、配信者としての活動履歴がある。

### 活動内容
「バーチャルやリアルなど様々なかたちでアミューズメントを届ける」ことをコンセプトとしており、Vtuberとしては珍しくリアル（実写）での活動も行っている。
バーチャルの活動としては、週1回の定期配信、オリジナル曲や歌ってみたの投稿などがある。リアルの活動としては、ライブの開催、フェスへの出演、握手会などがある。
2024年10月14日に初のリアルでのワンマンライブを開催。その後は実写での配信や動画投稿も行っている。配信では基本的に顔出しはしていないが、ライブではマスクを着用した姿を見ることができる。
当初はメンバーの各チャンネル持ち回りで配信と動画投稿を行っていたが、2024年12月19日に公式チャンネルが開設されて以降は公式チャンネルにて配信と動画投稿を行っている。

### 5Dモデル（実写）
あみゅどるでは実写のことを5Dと呼んでいる。これは比良坂芽衣が個人配信で配信中に表示する姿について、Live2Dを用いた2Dモデル、3Dモデリングを用いた3Dモデルに対し、人形を用いた実写配信を4Dモデル、生身での実写配信を5Dモデルと呼称したことに由来する。

### グループ名の由来
あみゅどるの正式名称「Amuse Dolce」は、「楽しませる」という意味を持つ英語のamuseと、「デザート」を意味するイタリア語のdolceを組み合わせた造語で、コース料理や何かを食べた後にデザートを食べたくなることから、「最後までみんなを楽しませるデザートのようなグループでありたい」という想いが込められている。命名はメンバーのはてな。

## メンバー
倉持京子（くらもち きょうこ）
黄色担当でリーダー。呼び名は「京子」「京子ママ」。誕生日は1月18日。
当初は餅々さくらと同じ星めぐり学園に所属していたが、2024年12月19日付けで星めぐり学園を卒業し独立した。卒業後も星めぐり学園との関係は良好で、一部提携関係となっている。
みさとらん
薄ピンク担当でWセンターの1人。呼び名は「らんちゃん」。誕生日は3月29日。
餅々さくら（もちもち さくら）
濃ピンク担当でWセンターの1人。呼び名は「もちもち」。誕生日は6月13日。
星めぐり学園に所属している唯一の企業勢。
はてな
紫色担当。呼び名は「はてな」。誕生日は8月17日。
猫月みお（ねこづき みお）
青色担当。呼び名は「ちゃんみお」。誕生日は2月22日。
比良坂芽衣（ひらさか めい）
オレンジ担当。呼び名は「芽衣様」「お嬢」。誕生日は1月2日。

## 略歴

### 2024年
- 3月18日：倉持京子のチャンネルにて、あみゅどるのメンバー公開の動画投稿と[6]、初の配信を実施[1]。
- 5月2日-3日：「GW企画あみゅどる24時間耐久配信」を実施[7]。閉会式の時間がカウントされていなかったため実際には25時間の配信だったが、その閉会式のアーカイブが非公開となったため、結果的に24時間となった。
- 8月31日：1stオリジナル曲「みるふぃ～ゆちゃ～む」を公開[8]。
- 10月14日：1stワンマンライブ「Amuse 5 Dolce !! ～新時代の幕開け編～」を開催[2]。2部構成。会場は東京・有楽町のI'M A SHOW。
- 12月19日：YouTubeに公式チャンネル「あみゅどる ちゃんねる」を開設。
- 12月22日：2ndオリジナル曲「Love up=Level up!」を公開[9]。
- 12月28日：「みるふぃ～ゆちゃ～む」と「Love up=Level up!」を収録した期間限定シングル「AmusePOP!」発売[10]。音楽CD版とダウンロード版の2種リリース。

### 2025年
- 2月1日：東京某所にて「AmusePOP! 購入者特典 あみゅどる握手会」を開催。2部構成。
- 3月18日：3rdオリジナル曲「さくら舞う頃に…」を公開[11]。その後の1周年記念配信にて、1周年グッズ販売、初のオリジナルソロ曲リリース、2ndワンマンライブ開催の3つの重大発表を行った[12]。
- 3月29日：比良坂芽衣オリジナルソロ曲「おしごとタイヘンDA!ほい。」を公開[13]。
- 4月4日：YouTubeチャンネルのメンバーシップが解禁[14]。
- 4月5日：みさとらんオリジナルソロ曲「君色でキュン！」を公開[15][注 1]。
- 4月12日：餅々さくらオリジナルソロ曲「Stardust☆彡メモリー」を公開[19]。
- 4月19日：倉持京子オリジナルソロ曲「12時」を公開[20]。
- 4月26日：はてなオリジナルソロ曲「Lunexis」を公開[21]。
- 5月2日：肉フェス2025のやぐらステージに出演予定だったが[22]、悪天候のため中止[23]。中止に伴い、実写（サングラス・マスク着用）による緊急生配信を行い、肉フェスで披露予定だったセットリストを歌唱した[24]。アーカイブはメンバーシップ限定で公開されている。
- 5月3日：猫月みおオリジナルソロ曲「君のち晴れ。」を公開[25]。
- 5月3日-4日：昨年に引き続き、「GW企画あみゅどる24時間耐久配信」を実施[26]。
- 7月12日：2ndワンマンライブ「あみゅどる Amuse 5 Dolce !! ～全力アイドル編～」開催[27][28]。2部構成。会場は東京・浜松町のNEW PIER HALL。
- 8月1日：TOKYO IDOL FESTIVAL 2025に出演予定[29][30]。

## ディスコグラフィ

### オリジナル曲
|   | 公開日         | タイトル             | 作詞/作曲/編曲 |
| - | -------------- | -------------------- | -------------- |
| 1 | 2024年8月31日  | みるふぃ～ゆちゃ～む | 玉木千尋       |
| 2 | 2024年12月22日 | Love up=Level up!    | 真羽           |
| 3 | 2025年3月18日  | さくら舞う頃に…      | 藤末樹         |

### オリジナルソロ曲
|   | 公開日        | タイトル                  | 作詞/作曲/編曲 | 歌唱       |
| - | ------------- | ------------------------- | -------------- | ---------- |
| 1 | 2025年3月29日 | おしごとタイヘンDA!ほい。 | 藤末樹         | 比良坂芽衣 |
| 2 | 2025年4月5日  | 君色でキュン！            | 信政誠         | みさとらん |
| 3 | 2025年4月12日 | Stardust☆彡メモリー       | 藤末樹         | 餅々さくら |
| 4 | 2025年4月19日 | 12時                      | 信政誠         | 倉持京子   |
| 5 | 2025年4月26日 | Lunexis                   | 藤末樹         | はてな     |
| 6 | 2025年5月3日  | 君のち晴れ。              | 藤末樹         | 猫月みお   |

## 出演

### ラジオ
- 2025年4月10日 FMヨコハマ「Tresen」ゲスト[31]
- 2025年7月04日 FMヨコハマ「Tresen」ゲスト[32]